# Sigurd Orla-Jensen
Sigurd Orla-Jensen, född 28 november 1870 i Köpenhamn, död där 24 juni 1949, var en dansk kemist och bakteriolog.
Orla-Jensen blev 1888 exam.polyt. och 1893 cand.polyt. (fabriksingenjör). Därefter var han 1893–1894 assistent vid Gamle Carlsbergs bryggerilaboratorium, studerade 1894–1895 mejerilära vid Landbohøjskolen och var 1895–1896 teknisk ledare vid Köpenhamns talgsmälteri. Åren 1896–1899 studerade han mejeribakteriologi, var 1899–1901 assistent vid bakteriologiska statslaboratoriet i Bern och 1902–1907 föreståndare för den schweiziska mejeriförsöksanstalten i Bern. Han disputerade för filosofie doktorsgraden vid Köpenhamns universitet 1904 på avhandlingen Studier over de flygtige Syrer i Ost og Bidrag til Ostfermenternes Biologi och anställdes 1908 som professor i bioteknisk kemi vid Polyteknisk Læreanstalt i Köpenhamn. 
Orla-Jensen var medlem av statens mejerikommitté, ordförande för samorganisationens ostkommitté, för internationella mejeriförbundets danska avdelning och för Kemisk Forening. Han var vidare medlem av de danska kemiska föreningarnas centralråd för internationellt samarbete, medlem av danska hygienikers centralrepresentation och ordförande för mjölkommitténs avdelning för bakningsförsök. Han var ledamot av svenska Kungliga Lantbruksakademien, det Kongelige Danske Videnskabernes Selskab (1933) och av Akademiet for de Tekniske Videnskaber (1937).
Orla-Jensen skrev talrika artiklar i danska och tyska facktidskrifter samt i Videnskabernes Selskabs skrifter, berörande ostens, speciellt emmentalerostens mognad samt en monografi över mjölksyrebakterierna, utarbetade en metod att kontrollera pastöriseringsgraden hos speciellt lågpastöriserade mjölk samt utgav Mælkeri-Bakteriologi (1912, tredje upplagan 1923) och The Lactic Acid Bacteria (1919).

## Utmärkelser
- Riddare av Dannebrogorden,  1920[2]
- Dannebrogsmännens hederstecken,  1929[2]
- Kommendör av Dannebrogorden,  1938[2]
- Kommendör av första graden av Dannebrogorden,  1946[2]

[Redigera Wikidata]